# Juan Francisco Aguinaga
Juan Francisco Aguinaga Garzón (Quito, Ecuador, 4 de enero de 1978) es un futbolista ecuatoriano. Juega de volante. Es hermano menor del futbolista Álex Aguinaga. En el 2001, formó parte de la Selección del Ecuador clasificando al Primer Mundial. Fue Coordinador de Clubes en la Universidad de las Américas hasta abril del 2019. Actualmente es Director Técnico de Fútbol Profesional en la provincia de Tungurahua con el equipo Club Baños Ciudad de Fuego, equipo que juega la Segunda Categoría del Fútbol Profesional del Ecuador

## Clubes
| Club                 | País    | Año         | Goles |
| -------------------- | ------- | ----------- | ----- |
| Deportivo Quito      | Ecuador | 1990 - 1997 | 82    |
| Espoli               | Ecuador | 1997 - 2002 | 34    |
| Deportivo Cuenca     | Ecuador | 2003        | 4     |
| Barcelona SC         | Ecuador | 2004        | 0     |
| Macará               | Ecuador | 2005        | 3     |
| El Nacional          | Ecuador | 2005        | 0     |
| SD Aucas             | Ecuador | 2006 - 2007 | 16    |
| Universidad Católica | Ecuador | 2008 - 2010 | 14    |
| Real Sociedad F.C.   | Ecuador | 2011 - 2012 | 16    |

## Palmarés

### Campeonatos nacionales
| Título                     | Club        | País    | Año  |
| -------------------------- | ----------- | ------- | ---- |
| Torneo de Clausura Serie A | El Nacional | Ecuador | 2005 |